# 圣马丹勒讷
圣马丹勒讷（法語：Saint-Martin-le-Nœud，法語發音：[sɛ̃ maʁtɛ̃ lə nø]）是法国瓦兹省的一个市镇，属于博韦区。

## 地理
圣马丹勒讷（49°23'46"N, 2°3'37"E）面积5.46 平方千米，位于法国上法蘭西大區瓦兹省，该省份为法国北部内陆省份，北起索姆省，西接厄尔省和滨海塞纳省，南至塞纳-马恩省和瓦兹河谷省，东临埃纳省。
与圣马丹勒讷接壤的市镇（或旧市镇、城区）包括：阿洛讷、博韦、布赖地区贝尔讷伊、弗罗库尔、布赖地区圣莱热、欧马赖、欧讷伊。

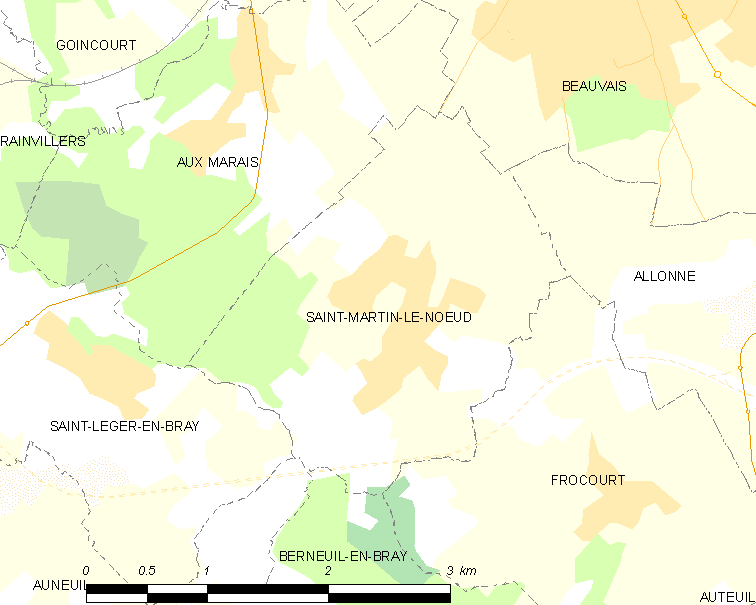
圣马丹勒讷的OSM定位图

圣马丹勒讷的时区为UTC+01:00、UTC+02:00（夏令时）。

## 行政
圣马丹勒讷的邮政编码为60000，INSEE市镇编码为60586。

## 政治
圣马丹勒讷所属的省级选区为博韦第二县。

## 人口

1962-2008年间圣马丹勒讷人口变化图示

圣马丹勒讷于2022年1月1日时的人口数量为1080人。